# Campugnan
Campugnan é uma comuna francesa na região administrativa da Nova Aquitânia, no departamento da Gironda. Estende-se por uma área de 6,19 km². Em 2010 a comuna tinha 507 habitantes (densidade: 81,9 hab./km²).